# Arkadiusz Wojtas
Arkadiusz Wojtas, né le 29 octobre 1977, est un coureur cycliste polonais. Professionnel de 1998 à 2006, il a remporté le Ringerike GP en 2000 et la Coupe des Carpates en 2004. Il a également été vainqueur de la Course de la Solidarité olympique en 2000 avant d'être déclassé au profit de Remigius Lupeikis.

## Palmarès
- 1998
  - 3e de l'Étoile du Brabant
- 2000
  - 2e étape de la Course de la Paix
  - Ringerike GP
    - Classement général
    - 1re étape

  - 2e de la Tatras Cup
- 2001
  - 3e du GP Ostrowca Swietokrzyskiego
- 2002
  - 4e étape du Tour de Normandie
  - 3e du Tour de Normandie
- 2004
  - Coupe des Carpates
  - 3e du Tour de Normandie

## Classements mondiaux
| Année           | 2005 |
| --------------- | ---- |
| UCI Europe Tour | 940e |